# WAP brána

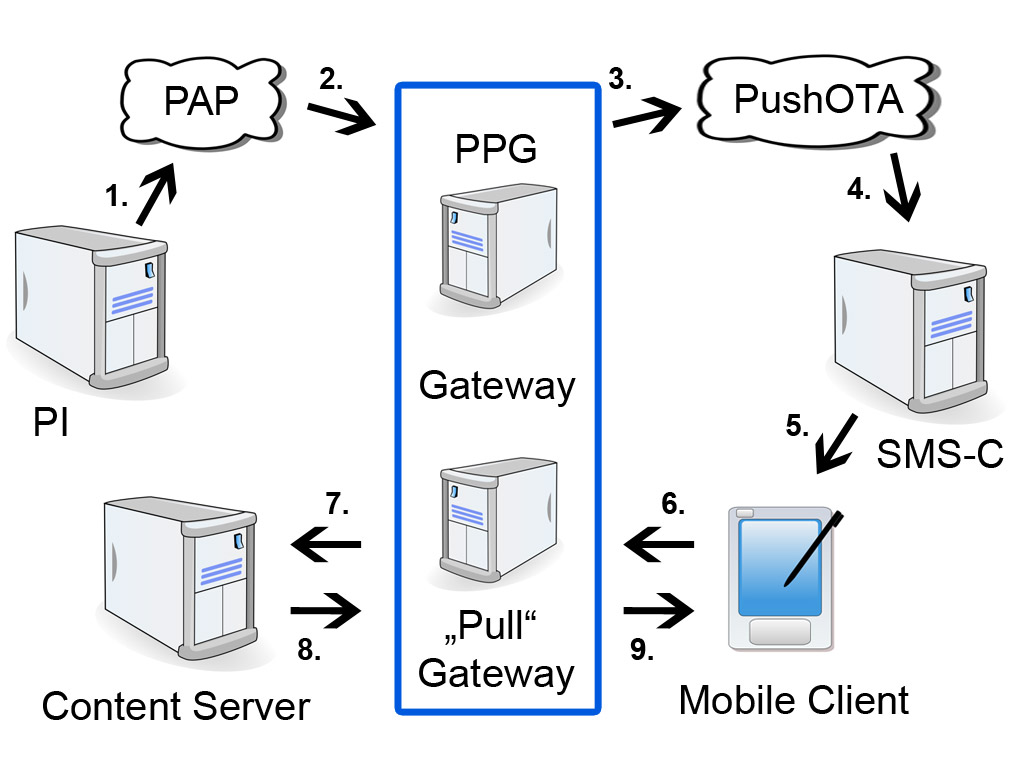
Začlenění WAP brány do infrastruktury pro WAP

WAP brána (anglicky WAP gateway) je brána mezi mobilním zařízením používajícím protokol WAP a World Wide Web serverem, které převádí WWW stránky do formy vhodné pro mobilní telefon, například s použitím Wireless Markup Language (WML). Tento proces je před telefonem skrytý, takže telefon může přistupovat ke stránkám stejným způsobem, jako WWW prohlížeč přistupuje k HTML, pomocí URL (například http://firma.com/stranka.wml), za podmínky, že mobilní operátor použití WAP brány nezabránil.